# 에나쓰의 21구

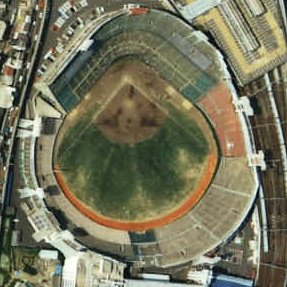
1979년 일본 시리즈 7차전이 열렸던 오사카 구장(1985년 촬영,)

《에나쓰의 21구》(일본어: 江夏の21球)는 일본 프로 야구의 1979년 일본 시리즈 7차전에서 히로시마 도요 카프 소속 투수였던 에나쓰 유타카가 9회말에 던진 21구에 초점을 맞춘 야마기와 준지의 논픽션이다. 《Sports Graphic Number》 창간호에 게재된 후 야마기와의 에세이집 《슬로 커브를, 이제 1구》(1981년, 가도카와 쇼텐)에 수록됐다. 《에나쓰의 21구》는 작품명 뿐만 아니라, 이 9회말 공방 자체의 통칭으로 불린다. 이 문서에서는 일련의 9회말 흐름과 노무라 가쓰야가 해설을 맡은 텔레비전 프로그램 《NHK 특집: 스포츠 다큐멘터리 ‘에나쓰의 21구’》에 대해서도 기술한다.

## 개요
1979년 일본 시리즈 7차전에서 9회말에 등판한 에나쓰가 스스로 위기를 자초할 정도의 투구를 보여주다가 후속 타자를 잡아내면서 일본 시리즈 우승을 확정짓는 모습을 담아낸 단편 논픽션 작품이다. 1980년에 분게이슌주에서 발행한 《Sports Graphic Number》 창간호에 실렸다. 독자들에게 큰 반향을 얻었으며 야마기와 준지를 스포츠 논픽션 작가로 인정받게 된 작품으로 알려져 있다. 또 다큐멘터리로서 영상화돼 《NHK 특집: 스포츠 다큐멘터리 ‘에나쓰의 21구’》(1983년 1월 24일), 닛폰 TV 계열 《알고 있나?!》 ‘야마기와 준지: 에나쓰의 21구 이야기’(1999년 9월 19일) 등으로 전파를 탔다.
이 작품이 널리 지명도를 얻음에 따라 현재는 이 작품의 소재가 된 경기 장면 자체를 ‘에나쓰의 21구’라고 부르는 경우도 많다.

## 소재(실제 경기 상황)
소재가 된 경기는 1979년 11월 4일 오사카 구장에서 열린 프로 야구 일본 시리즈 7차전, 긴테쓰 버펄로스(이하 긴테쓰) 대 히로시마 도요 카프(이하 히로시마)의 9회말 공방전이다. 양팀 모두 3승 3패로 맞이한 7차전은 가랑비가 내리는 가운데 경기가 진행됐는데 7회초 종료 시점에서 4대 3으로 히로시마가 앞서고 있었다. 히로시마의 고바 다케시 감독은 만전을 기하고자 절대적인 구원 에이스인 에나쓰 유타카를 7회말부터 마운드에 세웠다.
9회말에 긴테쓰의 공격이 돌아왔는데 히로시마로서는 이번 이닝만 잘 막아내면 우승을 차지하며 구단 사상 최초로 일본 시리즈 정상에 오르게 된다. 그런데 마찬가지로 일본 시리즈 첫 우승을 노리던 긴테쓰도 물러서지 않았다. 선두 타자이자 6번 타자인 하다 고이치가 초구에 안타를 날리면서 출루함에 따라 갑자기 긴박한 분위기가 감돌았다. 다음은 그 이닝에서 에나쓰가 던졌던 전체 21개의 공과 그에 따른 경기 상황이다.
| S○○ B○○○ O○○ | 0스트라이크 - 0볼 0아웃 |

| ◆ ▼ | 2루: － | 2루: － |
| ◆ ▼ | 3루: － | 1루: － |

| S○○ B○○○ O○○ | 0스트라이크 - 0볼 0아웃 |

| ◆ ▼ | 2루: － | 2루: － |
| ◆ ▼ | 3루: － | 1루: － |

| S○○ B○○○ O○○ | 0스트라이크 - 0볼 0아웃 |

| ◆ ▼ | 2루: － | 2루: －     |
| ◆ ▼ | 3루: － | 1루: 후지세 |

| S○○ B○○○ O○○ | 0스트라이크 - 0볼 0아웃 |

| ◆ ▼ | 2루: － | 2루: －     |
| ◆ ▼ | 3루: － | 1루: 후지세 |

| S○○ B●○○ O○○ | 0스트라이크 - 1볼 0아웃 |

| ◆ ▼ | 2루: － | 2루: －     |
| ◆ ▼ | 3루: － | 1루: 후지세 |

| S○○ B●○○ O○○ | 0스트라이크 - 1볼 0아웃 |

| ◆ ▼ | 2루: － | 2루: －     |
| ◆ ▼ | 3루: － | 1루: 후지세 |

| S○○ B●●○ O○○ | 0스트라이크 - 2볼 0아웃 |

| ◆ ▼ | 2루: － | 2루: －     |
| ◆ ▼ | 3루: － | 1루: 후지세 |

| S○○ B●●○ O○○ | 0스트라이크 - 2볼 0아웃 |

| ◆ ▼ | 2루: － | 2루: －     |
| ◆ ▼ | 3루: － | 1루: 후지세 |

| S●○ B●●○ O○○ | 1스트라이크 - 2볼 0아웃 |

| ◆ ▼ | 2루: － | 2루: －     |
| ◆ ▼ | 3루: － | 1루: 후지세 |

| S●○ B●●○ O○○ | 1스트라이크 - 2볼 0아웃 |

| ◆ ▼ | 2루: － | 2루: －     |
| ◆ ▼ | 3루: － | 1루: 후지세 |

| S●○ B●●● O○○ | 1스트라이크 - 3볼 0아웃 |

| ◆ ▼ | 2루: －     | 2루: － |
| ◆ ▼ | 3루: 후지세 | 1루: － |

| S●○ B●●● O○○ | 1스트라이크 - 3볼 0아웃 |

| ◆ ▼ | 2루: －     | 2루: － |
| ◆ ▼ | 3루: 후지세 | 1루: － |

| S○○ B○○○ O○○ | 0스트라이크 - 0볼 0아웃 |

| ◆ ▼ | 2루: －     | 2루: －       |
| ◆ ▼ | 3루: 후지세 | 1루: 후키이시 |

| S○○ B○○○ O○○ | 0스트라이크 - 0볼 0아웃 |

| ◆ ▼ | 2루: －     | 2루: －       |
| ◆ ▼ | 3루: 후지세 | 1루: 후키이시 |

| S○○ B●○○ O○○ | 0스트라이크 - 1볼 0아웃 |

| ◆ ▼ | 2루: －     | 2루: －       |
| ◆ ▼ | 3루: 후지세 | 1루: 후키이시 |

| S○○ B●○○ O○○ | 0스트라이크 - 1볼 0아웃 |

| ◆ ▼ | 2루: －     | 2루: －       |
| ◆ ▼ | 3루: 후지세 | 1루: 후키이시 |

| S●○ B●○○ O○○ | 1스트라이크 - 1볼 0아웃 |

| ◆ ▼ | 2루: －     | 2루: －       |
| ◆ ▼ | 3루: 후지세 | 1루: 후키이시 |

| S●○ B●○○ O○○ | 1스트라이크 - 1볼 0아웃 |

| ◆ ▼ | 2루: －     | 2루: －       |
| ◆ ▼ | 3루: 후지세 | 1루: 후키이시 |

| S●○ B●●○ O○○ | 1스트라이크 - 2볼 0아웃 |

| ◆ ▼ | 2루: 후키이시 | 2루: 후키이시 |
| ◆ ▼ | 3루: 후지세   | 1루: －       |

| S●○ B●●○ O○○ | 1스트라이크 - 2볼 0아웃 |

| ◆ ▼ | 2루: 후키이시 | 2루: 후키이시 |
| ◆ ▼ | 3루: 후지세   | 1루: －       |

| S●○ B●●● O○○ | 1스트라이크 - 3볼 0아웃 |

| ◆ ▼ | 2루: 후키이시 | 2루: 후키이시 |
| ◆ ▼ | 3루: 후지세   | 1루: －       |

| S●○ B●●● O○○ | 1스트라이크 - 3볼 0아웃 |

| ◆ ▼ | 2루: 후키이시 | 2루: 후키이시 |
| ◆ ▼ | 3루: 후지세   | 1루: －       |

| S○○ B○○○ O○○ | 0스트라이크 - 0볼 0아웃 |

| ◆ ▼ | 2루: 후키이시 | 2루: 후키이시 |
| ◆ ▼ | 3루: 후지세   | 1루: 히라노   |

| S○○ B○○○ O○○ | 0스트라이크 - 0볼 0아웃 |

| ◆ ▼ | 2루: 후키이시 | 2루: 후키이시 |
| ◆ ▼ | 3루: 후지세   | 1루: 히라노   |

| S○○ B●○○ O○○ | 0스트라이크 - 1볼 0아웃 |

| ◆ ▼ | 2루: 후키이시 | 2루: 후키이시 |
| ◆ ▼ | 3루: 후지세   | 1루: 히라노   |

| S○○ B●○○ O○○ | 0스트라이크 - 1볼 0아웃 |

| ◆ ▼ | 2루: 후키이시 | 2루: 후키이시 |
| ◆ ▼ | 3루: 후지세   | 1루: 히라노   |

| S●○ B●○○ O○○ | 1스트라이크 - 1볼 0아웃 |

| ◆ ▼ | 2루: 후키이시 | 2루: 후키이시 |
| ◆ ▼ | 3루: 후지세   | 1루: 히라노   |

| S●○ B●○○ O○○ | 1스트라이크 - 1볼 0아웃 |

| ◆ ▼ | 2루: 후키이시 | 2루: 후키이시 |
| ◆ ▼ | 3루: 후지세   | 1루: 히라노   |

| S●● B●○○ O○○ | 2스트라이크 - 1볼 0아웃 |

| ◆ ▼ | 2루: 후키이시 | 2루: 후키이시 |
| ◆ ▼ | 3루: 후지세   | 1루: 히라노   |

| S●● B●○○ O○○ | 2스트라이크 - 1볼 0아웃 |

| ◆ ▼ | 2루: 후키이시 | 2루: 후키이시 |
| ◆ ▼ | 3루: 후지세   | 1루: 히라노   |

| S●● B●○○ O○○ | 2스트라이크 - 1볼 0아웃 |

| ◆ ▼ | 2루: 후키이시 | 2루: 후키이시 |
| ◆ ▼ | 3루: 후지세   | 1루: 히라노   |

| S●● B●○○ O○○ | 2스트라이크 - 1볼 0아웃 |

| ◆ ▼ | 2루: 후키이시 | 2루: 후키이시 |
| ◆ ▼ | 3루: 후지세   | 1루: 히라노   |

| S●● B●●○ O○○ | 2스트라이크 - 2볼 0아웃 |

| ◆ ▼ | 2루: 후키이시 | 2루: 후키이시 |
| ◆ ▼ | 3루: 후지세   | 1루: 히라노   |

| S●● B●●○ O○○ | 2스트라이크 - 2볼 0아웃 |

| ◆ ▼ | 2루: 후키이시 | 2루: 후키이시 |
| ◆ ▼ | 3루: 후지세   | 1루: 히라노   |

| S○○ B○○○ O●○ | 0스트라이크 - 0볼 1아웃 |

| ◆ ▼ | 2루: 후키이시 | 2루: 후키이시 |
| ◆ ▼ | 3루: 후지세   | 1루: 히라노   |

| S○○ B○○○ O●○ | 0스트라이크 - 0볼 1아웃 |

| ◆ ▼ | 2루: 후키이시 | 2루: 후키이시 |
| ◆ ▼ | 3루: 후지세   | 1루: 히라노   |

| S●○ B○○○ O●○ | 1스트라이크 - 0볼 1아웃 |

| ◆ ▼ | 2루: 후키이시 | 2루: 후키이시 |
| ◆ ▼ | 3루: 후지세   | 1루: 히라노   |

| S●○ B○○○ O●○ | 1스트라이크 - 0볼 1아웃 |

| ◆ ▼ | 2루: 후키이시 | 2루: 후키이시 |
| ◆ ▼ | 3루: 후지세   | 1루: 히라노   |

| S●● B○○○ O●● | 2스트라이크 - 0볼 2아웃 |

| ◆ ▼ | 2루: 히라노   | 2루: 히라노 |
| ◆ ▼ | 3루: 후키이시 | 1루: －     |

| S●● B○○○ O●● | 2스트라이크 - 0볼 2아웃 |

| ◆ ▼ | 2루: 히라노   | 2루: 히라노 |
| ◆ ▼ | 3루: 후키이시 | 1루: －     |

| S●● B○○○ O●● | 2스트라이크 - 0볼 2아웃 |

| ◆ ▼ | 2루: 히라노   | 2루: 히라노 |
| ◆ ▼ | 3루: 후키이시 | 1루: －     |

| S●● B○○○ O●● | 2스트라이크 - 0볼 2아웃 |

| ◆ ▼ | 2루: 히라노   | 2루: 히라노 |
| ◆ ▼ | 3루: 후키이시 | 1루: －     |

## 경기 결과
| 팀 | 1 | 2 | 3 | 4 | 5 | 6 | 7 | 8 | 9 | R | H  | E |
| 히로시마 | 1 | 0 | 1 | 0 | 0 | 2 | 0 | 0 | 0 | 4 | 10 | 1 |
| 긴테쓰 | 0 | 0 | 0 | 0 | 2 | 1 | 0 | 0 | 0 | 3 | 9  | 1 |
| 승리 투수: 야마네 가즈오(2-1) 패전 투수: 야나기다 유타카(0-2) 세이브: 에나쓰 유타카(2S) 홈런: 히로시마 – 미즈누마 시로(6회 2점) 긴테쓰 – 히라노 미쓰야스(5회 2점) |   |   |   |   |   |   |   |   |   |   |    |   |

### 출장 선수
| 히로시마 | 히로시마 | 히로시마          |
| 타순     | 수비     | 선수              |
| -------- | -------- | ----------------- |
| 1        | (유)     | 다카하시 요시히코 |
| 2        | (三)一   | 기누가사 사치오   |
| 3        | (二)三   | 미무라 도시유키   |
| 4        | (중)     | 야마모토 고지     |
| 5        | (一)     | 미즈타니 지쓰오   |
|          | 二       | 기노시타 도미오   |
| 6        | (좌)     | 쇼가키 히로노리   |
|          | 타좌     | 하기와라 야스히로 |
|          | 좌       | 오카 요시아키     |
| 7        | (포)     | 미즈누마 시로     |
| 8        | (우)     | J. 라이틀         |
| 9        | (투)     | 야마네 가즈오     |
|          | 투       | 후쿠시 아키오     |
|          | 투       | 에나쓰 유타카     |

| 긴테쓰 | 긴테쓰 | 긴테쓰            |
| 타순   | 수비   | 선수              |
| ------ | ------ | ----------------- |
| 1      | (유)   | 이시와타 시게루   |
| 2      | (一)   | 오가와 도루       |
| 3      | (우)   | C. 매뉴엘         |
| 4      | (좌)   | 구리하시 시게루   |
|        | 타포   | 나시다 마사타카   |
| 5      | (포)   | 아리타 슈조       |
|        | 좌     | 이케베 다케노리   |
| 6      | (三)   | 하다 고이치       |
|        | 주     | 후지세 시로       |
| 7      | (二)   | C. 아놀드         |
|        | 주     | 후키이시 도쿠이치 |
| 8      | (중)   | 히라노 미쓰야스   |
| 9      | (투)   | 스즈키 게이시     |
|        | 타     | 아베 나리히로     |
|        | 투     | 야나기다 유타카   |
|        | 타     | 나가오 야스노리   |
|        | 투     | 야마구치 데쓰지   |
|        | 타     | 사사키 교스케     |

- 데이터 출처[4]

## 야마기와 준지 ‘에나쓰의 21구’
표면적인 사실이라고 하기엔 위와 같은 흐름이었지만 야마기와 준지는 에나쓰 본인에 대해서 장시간 동안 인터뷰를 하는 등 단순한 투타의 정보 교환 이외에 발생하고 있던 전술 등을 취재했다. 그것들을 종합하여 하나의 작품에 정리한 것이 논픽션 ‘에나쓰의 21구’이다. 야마기와는 야구에 관해선 그다지 자세히 몰랐다고 했지만 ‘걸작을 만들기 위해선 타협하지 않는다’라는 생각을 정면으로 부딪쳐서 결과적으로는 에나쓰에게 ‘스포츠 논픽션 장르를 확립한 인상적인 작품’이라고 평할 정도의 작품으로 완성됐다. 구체적으로는 다음과 같은 장면이 그려져 있다.

### 1구째부터 10구째
1구째, 에나쓰는 9회말 선두 타자인 하다 고이치가 ‘신중하게 공략해 오고 있다’라고 생각하여 초구부터 아웃코스의 직구로 스트라이크를 던졌다. 그런데 하다는 초구부터 치고 나와 중견수 앞에 떨어지는 안타를 쳤다. 하다는 초구부터 직구를 노리고 있어서 ‘직구가 오면 어떻게라도 휘두르자’라고 생각했다고 한다. 에나쓰는 3차전에서 9회에 상대했던 기억(결과는 외야플라이)을 계기로 하다의 역량을 경시했던 부분이 있었던 터라 이 안타를 ‘아픔이 있었다’라고 말했다. 또한 적당히 한 것은 아니지만 가끔 ‘초구를 쉽게 얻어맞는다’라고 생각한 적도 있었는데 실제로 그 시즌에서 10개의 피홈런 가운데 7개가 초구를 맞은 것이다. 게다가 장거리 타자가 아닌 유형에 맞았다고 밝혔다.
5구째, 후지세 시로의 도루는 그저 옆에서 보기엔 단독 도루로 비쳐졌기 때문에 백네트 뒤쪽 좌석에서 관전하고 있던 노무라 가쓰야는 야구의 정석이라면 이 장면에서의 스틸은 ‘대단한 모험’이며, ‘돌다리를 쳐도 건너지 않는다’라고 할 만큼 신중한 니시모토 유키오 감독의 성격으로는 ‘작전상으론 나쁜 길’로 보인다고 말했다. 하지만 이 도루는 실제로 히트 앤드 런의 사인이었던 것을 크리스 아놀드가 간과하고 있었기 때문에 결과적으로 후지세의 ‘도루’가 된 것이었다. 빠른 발의 후지세였지만 히트 앤드 런의 경우에는 작전상의 비밀이나 나쁜 일이 드러내는 것을 막기 위해 통상적인 도루보다 스타트를 늦춘다. 후지세는 뛰어나가고 나서 아놀드가 사인을 놓쳤던 것에 깨달아 그 순간에 아웃이 되는 것을 각오했다고 한다. 미즈누마 시로의 2루 송구는 아웃의 타이밍이었지만 이게 원바운드가 되면서 송구가 중견수쪽으로 빠지는 바람에 후지세는 그 사이에 3루까지 출루했다. 작전은 실패했지만 나쁜 결과를 낳지 않았기 때문에 니시모토는 벤치에서 쓴웃음을 짓고 있었다. 니시모토 자신도 “그 상황에서 도루가 없는 것은 당연하고 히트 앤드 런의 사인이었다”라고 인정했다.
아놀드와 승부를 할 때 에나쓰는 긴테쓰쪽에서 무언가 준비하고 있다는 것을 감지하고 있었다. 하지만 에나쓰는 후지세가 뛰는 것은 그다지 중요하진 않다고 생각하여 그보다는 타자에만 집중하려고 생각했다. 이것은 2차전에서도 마찬가지로 후지세를 주자로 내보낸 장면이 있는데 그 때에 타자나 주자도 모두 막아낼려고 한 결과, 찰리 매뉴엘에게서 안타를 맞은 경험이 있기 때문이었다. 단지 아놀드에게는 헛스윙이 많기 때문에 히트 앤드 런은 없을 것이라고 생각했다.
에나쓰가 6구째에 아놀드에게 볼넷을 내준 후 히로시마의 고바 다케시 감독은 내야진에게 전진 수비를 지시했다. 통례로 보면 대주자인 후키이시 도쿠이치가 2루로 도루하는 것을 저지하기 위해 수비 지시를 내려야하는 시기였지만 그 경우 느슨한 내야 땅볼이 됐을 때 3루 주자 후지세가 홈에 돌입할 위험성이 있었다. ‘동점이 되면 진다’고 생각했던 고바 감독은 1점도 내주지 않는다는 목적 하에 후키이시의 도루를 각오하고 전진 수비를 택했다. 백네트 뒤에서 관전하고 있던 노무라 가쓰야의 눈에는 이 전진 수비가 끝내기 가능성을 높이는 위험한 선택으로 보였다. 이와 동시에 고바 감독은 불펜에 기타벳푸 마나부를 내보냈다. 이때 불펜에서는 이케가야 고지로도 이미 투구 연습을 하고 있었다. 불펜에 움직임이 있을거라곤 생각하지 않았던 에나쓰는 이것을 보고 ‘난 아직 완전히 신뢰받고 있는게 아닌가’라고 내심 분노했고 ‘지금 여기서 교체될 수 있을 정도라면 차라리 유니폼을 벗는 게 낫겠다’라고까지 생각했다. 훗날 고바는 이 같은 지시를 동점 연장이 되면서 에나쓰에게 대타를 내보낸 뒤의 수비(당시 일본 시리즈는 지명 타자제를 채택하지 않았었다)를 고려했기 때문이었다고 말했고 에나쓰의 심정까진 생각하지 않았다고 한다.
7구째에서 에나쓰는 스퀴즈를 경계하고 높은 공을 던졌다. 8구째는 무릎 앞에서 떨어지는 볼이 되는 커브를 던졌는데 이것을 히라노 미쓰야스가 하프 스윙을 했고, 에나쓰는 ‘이 구질은 먹힌다’라고 생각했다고 한다. 이 커브는 포크볼로 불리기도 하는데 에나쓰는 프로의 투수치고는 손가락이 짧아서 제대로 된 포크볼은 던질 수 없다고 한다. 한편, 히라노는 이 7구, 8구째의 공을 보고 에나쓰가 동요해서 컨트롤이 나빠진 것으로 생각했다. 단지 에나쓰는 확실히 동요하고 있었지만 그것은 자기 팀 벤치에 대한 동요였을 뿐이지 타자나 주자에 대한 것은 아니었다. 다음 9구째에 후키이시가 스타트를 끊고 2루로 도루하면서 히라노와의 승부는 중단됐다. 위에서 말한대로 히로시마의 내야진은 전진 수비를 하고 있었기 때문에 ‘예정된’ 도루였다.

### 11구째부터 21구째
11구째의 고의 사구로 무사 만루가 되면서 에나쓰는 실점과 패전을 각오했다. 여기서 다음 타자인 사사키 교스케에 대해서는 밀어내기나 희생 플라이와 같은 어중간한 결과가 나오는 것을 싫어해 ‘칠 수 있으면 쳐 봐라!’라고 승부를 전개했다. 그런데 그것이 완벽한 조합이 됐다. 한편, 니시모토 감독은 무사 만루에 승리를 확신했고 오히려 침착성을 잃고 있었다. 12구째인 커브에 사사키는 휘두르려던 방망이를 멈췄다. 이것으로 에나쓰는 사사키가 안타를 노리고 있다는(스퀴즈 없이) 것을 알았다. 에나쓰는 사사키가 커브로 바꾼 것을 눈치채고 13구째인 바깥쪽 직구를 던졌는데 사사키는 이것을 놓치면서 스트라이크가 됐다.
14구째에 사사키가 3루선상을 향해 아슬아슬한 파울을 쳤다. 보는 각도에 따라서는 안타로 보이는 타구였기 때문에 긴테쓰는 이겼다고 생각하여 1루측 벤치에 색종이가 날렸다. 하지만 에나쓰는 ‘저런 코스는 끌어당겨 쳐봐야 절대로 안타가 되진 않는다’, ‘파울 아니면 내야 땅볼’이라고 확신하고 있었기 때문에 전혀 당황하지 않았다고 한다. 이 경기를 관전하고 있던 노무라 가쓰야도 “카운트 잡으려는 공을 휘둘렀다”라고 분석해서 놀라지 않았다고 한다. 그 직후, 1루를 지키고 있던 기누가사 사치오가 에나쓰 곁으로 향해 “나도 너랑 똑같은 기분이다. 벤치나 불펜 따위는 신경쓰지 말아라”며 말을 걸었다. 에나쓰는 이에 대해 자신이 결정타를 맞고 기누가사가 그만두는 것은 ‘생각해 보면 참 바보같다’라고 생각하면서도 자신과 같은 생각을 가진 팀 동료가 있었던 것에 ‘기뻤다’, ‘마음이 참 든든했다’라고 생각하여 마음 속에 있던 답답한 응어리가 풀리고 평정심과 집중력을 되찾게 됐다. 그 직후 사사키와의 결정구가 히라노에게 던졌던 8구째와 똑같은 구질을 사용했던 것이 떠올라 실제로 17구째에 던져 사사키를 삼진으로 물러나게 했다.
노무라에 의하면, 15구째와 16구째는 결정구인 17구째를 위한 포석이었다고 한다. 15구째를 가슴쪽에 ‘버리는 공’으로 던져 16구째는 동일하게 ‘버리는 공’으로서 안쪽이 낮은 직구였다고 한다. 17구째는 16구째와 완전히 같은 궤도에서 타자 가까이서 뚝 떨어지는 커브이며, 사사키의 ‘눈의 착각’을 이용하여 헛스윙을 뺏어낸 것이다.
18구째, 바깥쪽으로부터의 커브에 이시와타 시게루는 전혀 반응하지 않았다. 그 때문인지 에나쓰는 이 타석에서 스퀴즈가 나올거라고 확신했다. 7차전에 들어간 긴테쓰측의 블록사인은 거의 알고 있었지만 이 상황으로는 스퀴즈 사인이 나와 있었는지 어떨지는 몰랐다고 한다. 3루 주자 후지세에 의하면, 스퀴즈 가능성이 있는 것은 무사 3루에 도달했을 때부터였다고 밝히면서 이 18구째의 후에 스퀴즈 사인이 나왔다고 한다.
이 경기의 하이라이트가 된 19구째의 장면을 둘러싸고 투수 에나쓰·타자 이시와타의 엇갈리는 증언이 백미다. 이때 에나쓰는 커브를 쥔 채로 공을 웨스트로 던지면서 스퀴즈를 빗맞게 했는데 에나쓰는 이것을 의도적으로 빗맞는 것이라고 주장했다. 에나쓰의 투구폼은 일단 1루 쪽을 보고 나서 공을 던지기 직전에 타자를 보는 버릇이 있었다. 이것은 한신 타이거스 시절에 가네다 마사이치로부터 배운 것이어서 이렇게 하면 타자의 호흡을 읽고 그 순간에 공을 빼낼 수 있다는 기술이다. 이 공이 그야말로 그 진면목이며, 공이 손에서 떠나기 직전에 이시와타가 번트 자세를 취하는 움직임을 보였기 때문에 공을 쥔 자세를 바꿀 틈도 없이 순간적으로 내린 판단이었는데 커브를 쥔 채로 공을 뺀 것이다. 이건 언젠가 이시와타가 스퀴즈를 할 것이라는 확신이 있었기에 알았을지도 모른다고 했다. 그리고 포수 미즈누마가 3루 주자의 움직임을 보고 일어난게 보였다고 한다(에나쓰는 좌완 투수라서 투구 시에 3루 주자는 사각지대가 된다). 에나쓰는 두 가지 종류의 커브를 갖고 있었지만 이때 던진 커브는 바로 위에서부터 던져 내리는 커브였기 때문에 직구로 바꿀 수 없는 손잡이였다.
한편 이시와타는 ‘우연히 실투한게 아닌가’라고 생각하고 있었는데 이시와타는 이 공을 포크볼이라고 인식했다. 이시와타는 “방망이에 맞힐 수 없는 공은 아니었다”라면서도 스퀴즈는 속구의 타이밍에 맞춰서 하는 것이며 통상적인 웨스트도 속구로 이뤄지는 것이기 때문에 변화구에 의한 웨스트는 믿을 수가 없고 정말 의도적으로 공을 뺀 것이라면 대단한 일이라고 말했다. 이시와타를 삼진으로 잡은 21구째는 17구째와 똑같이 무릎께로 떨어지는 커브였다.

## 타 매체에 들려준 에피소드
야마기와의 ‘에나쓰의 21구’에서는 언급을 못하고 있지만, 훗날 등장 인물이 다른 매체에 말한 에피소드에 아래와 같은 내용이 있다.
- 5구째, 후지세의 ‘도루’에 대해 포수 미즈누마의 송구가 낮고 어려운 바운드가 된 것도 있어 베이스 커버에 들어간 다카하시 요시히코는 잡을 수가 없었다. 미즈누마는 악송구한 것을 후회했다고 토로해 훗날 자택에서 비디오를 몇 번이나 보았다고 한다. 송구가 서두른 다카하시는 “잡는 것은 안되더라도 멈추지 않으면 안 되었다. 그걸로 자신은 단번에 긴장해서 결국은 못했다”라고 말했다. 미즈누마의 송구에 대해 에나쓰는 ‘너무 신중했던거 아니냐’라고 추측했지만 미즈누마 본인에 의하면 타이밍이 너무 좋아서 오히려 당황했기 때문에 제대로 못했다고 한다(기록상으로는 미즈누마의 실책).[24]
- 6구째에 에나쓰가 아놀드에게 볼넷을 허용한 직후, 기타벳푸와 이케가야가 불펜에 들어갔던 것에 에나쓰는 자기 팀 벤치에 대해서 “자신을 믿지 못하고 있는 것이 아닌가”라고 분노했다.[주 4] 고바 감독도 에나쓰가 분노한 것에 대해 “에나쓰 정도의 투수라면 그렇게 생각하는 게 당연하다”라고 말했다. 그러나 에나쓰도 내심으로는 적어도 동점이 될 것은 각오하고 있었으며 더욱이 꽤 오래 지난 후에야 “그 때의 고바 감독의 행동은 이해할 수 있었다”라고 말했다.[주 5]
- 이케가야는 이 때 당시에 대해 “감독님이 가라고 하셔서 어쩔 수 없이 불펜에 들어갔을 뿐이다”, “거의 투구 연습을 하지 않고 기타벳푸와 함께 경기를 바라보고 있었다”, “역전당하면 경기가 끝나고, 동점이 되더라도 10회초 사이에 어깨를 만들면 된다고 생각했다”고 회고했다.[25]
- 아놀드의 대주자로 후키이시가 나갈 때, 니시모토는 후키이시에게 ‘달리지 마라(도루하지 마라)’라고 말한 뒤 내보냈다고 한다.[26][주 6] 따라서 9구째인 후키이시의 도루는 니시모토의 의도와는 전혀 다른 플레이로서 아놀드의 히트 앤드 런 사인을 놓친 것과 함께 긴테쓰측도 결코 의도했던 대로 공격해서 무사만루의 상황을 만든 것은 아닌지 짐작된다.
- 후키이시의 도루 후, 다나카 다카시 코치가 마운드에 올라와서 ‘타자 히라노를 고의 사구로 걸러내서 만루 작전을 취하는 게 어떠냐’라고 묻자, 에나쓰는 내심 ‘만루가 되면 투수가 얼마나 난처한지 알고 있는가’라고 생각했지만 야수에게 물어보는 것도 필요하다고 생각하여 만루 작전을 취하기로 했다고 밝혔다.[27] 더욱이 히라노는 고교 시절 에나쓰와 맞대결한 경험이 있어서(에나쓰는 오사카가쿠인 대학 고등학교, 히라노는 메이세이 고등학교) 에나쓰가 고등학교 3년 간 유일하게 홈런을 맞은(게다가 런닝 홈런) 타자였다.[28]
- 사사키 교스케는 34년이 지난 2013년 12월 8일 《산케이 스포츠》 특집 ‘프로 야구 삼국지 - 시대를 살아간 남자들’에서 자신의 타석을 돌아보며 다음과 같이 증언했다.

“타석에 들어서기까지는 휘두르는 것 밖에 생각하지 않는다. 에나쓰의 데이터를 머릿속으로 반복한다. 카운트를 잡는 공에는 변화구가 많지만 그 해에 있어서만은 직구의 힘이 돌아왔다. 당기지 않으려고, 내야 땅볼을 치지 않으려면 방법으로 해야만 하면서… 말이지.”(1구째, 무릎 아래로 들어오는 커브, 볼)

“3루 베이스 코치 오기 아키라의 사인을 보았다. 악마가 속삭였던 거야. 1구는 치지말고 그냥 보기만 하라고. 지저분한 공이라도 모두 쳐야겠다고 생각하고 있었는데 그 원볼 때문에…”(2구째, 바깥쪽에 걸리는 직구)

“베이스 위에 공이 전부 올라온 스피드가 없는 직구였다. 회전도 눈에 잘 보였다. 하지만 때려야 한다는 마음이 없었기 때문에 그냥 쳐다볼 수 밖에 없었다. 망했네, 망했네, 엄청난 일을 저질렀어. 아무렇지도 않게 보이려고 필사적이었다. 에나쓰-미즈누마의 배터리에게 들키지 않아야 한다, 다음번에도 끌어당기지 않아야 한다라며 정말 필사적이었다.”(3구째, 사사키는 안으로 파고 드는 커브였다고 말했다)

“커브를 당겨 쳐버리고 말았던거야. 치는 순간에 ‘아차’하고 싶었지. 3루 땅볼로 더블 아웃인가 싶었는데 치고 한 발짝 오른발을 내딛고 왼발을 내디디려는 순간에 타구가 넘어가는 게 보였다. ‘해냈다’라고 소리를 질렀어.”(어떤 의미에서는 니시모토 유키오가 일본 시리즈 우승에 가장 가까워졌던 게 이 순간이었을지도 모른다는 산케이 스포츠 기자 우에다 마사아키의 해설)

“안 돼, 당겨 치고 있어.”(4구째 커브, 당겨치는 듯한 파울)

“아직도 당겨 치고 있네. 깊이 반성”(5구째, 무릎 근처의 짧은 바운드 볼)

“역시 에나쓰도 힘을 내고 있구나(훗날 에나쓰와의 대담에서 그 다음의 커브를 위해 발밑을 무너뜨리러 갔다는 걸 알았다. 그 시점에서 졌다고 생각했다).”(6구째, 몸쪽 공에 헛스윙 삼진)

“쳤다고 생각했는데 빠진 만큼 방망이가 허공을 갈랐다. 모두들 낙담한 표정이 보이더라고요. 벤치로 돌아오는 게 그렇게 싫었던 적은 없었어요.”(그 후 본 광경은 악몽의 시나리오였다)

“일본 시리즈가 끝나도 지옥은 계속됐다. 범죄자 같은 기분이었죠. 밖에 나갈 수 없으니까.”

- 에나쓰가 사사키에게 던진 2구째(21구 중 13구째)의 공은 사사키 정도의 타자라면 ‘쉽게 외야 플라이로 만들 수 있는’ 공이었다. 그것을 못 치고 놓친 것인지, 혹은 놓칠 수 밖에 없었던 것은 사사키에게 있어서도 긴테쓰에게 있어서도 통한의 공이었다. 이 공을 놓쳤던 것에 대해 훗날 사사키는 “야구 선수 생활에 있어서 최대의 후회”라고 토로했다.[주 7] 포수 미즈누마에 있어서도 이 공은 간담이 서늘해지는 공 하나였다.[30] 한편 에나쓰는 이것을 계기로 사사키로부터 삼진을 잡을 수 있는 볼배합이 번뜩였다고 한다.
- 14구째, 사사키의 아슬아슬한 타구에 대해 에나쓰는 ‘그런 코스라면 쳐도 파울이다’라고 확신하고 있었다. 그러나 내야에서 바운드 한 타구의 페어·파울 판정은 타구의 착지점에서 판정하는 것이 아니라 베이스 상의 공간을 통과하고 있었는지 아닌지를 판정하므로 실제로는 매우 아슬아슬한 판정이었다고 말할 수 있었다. 하지만 긴테쓰의 3루 코치인 오기 아키라가 판정에 이의를 제기하는 듯한 행동을 보이지 않았다. 니시모토가 한 번은 항의하려고 생각했었지만 자신에 대한 신뢰를 하고 있었던 오기의 행동을 보고 심판에게 항의하지 않았다. 한편, 오기는 생전에 “작년(1978년)에는 우에다 감독[주 8][주 9]이 했던 일도 있었기 때문”이라고 말했다. 오기에게서 이 말을 직접 전해들은 니노미야 세이준은 “항의해봤자 판정은 번복되지 않는다. 이 기세를 멈추고 싶지 않다. 단번에 나가려고 판단했던 것이 아닌가”라고 추측했다.[33] 또한 니노미야는 이걸 뒷받침하듯 사사키가 훗날 니시모토에게서 “그 타구는 지금도 ‘페어’라고 믿고 있지만 오기는 그때 움직이지 않았다. 그래서 나도 경기의 흐름을 멈추고 싶지 않았기 때문에 항의하지 않았다”라는 말을 들었다고 소개했다.[34] 후에 3루수인 미무라는 공에 글러브가 닿은, 즉 페어였다고 긴테쓰 선수에게 고백했다.
- 9회말부터 3루에서 선발 출전하고 있던 기누가사가 1루에, 2루에서 선발 출전하고 있던 미무라가 3루로 포지션을 변경하여 키가 작은 미무라가 점프해서 닿지 못하고 파울볼이었던 일로부터 만약 미무라보다 조금 키가 크고 도약력이 있는 기누가사가 그대로 3루를 지키고 있었다면 기누가사는 공을 쳐서 페어가 되는 등 긴테쓰가 동점 또는 끝내기 승리, 잡혔다고 해도 홈으로의 송구는 불가능했던 것은 아닐까라고 말해진다.[35] 훗날 미무라는 이 장면에 대해서 사사키에게 “닿았다. 글러브에 스쳤다”라고 말했다고 한다.[36] 한편, 3루 주자로서 이 타구를 보고 있었던 후지세는 “만약 닿았다고 하면 오기 코치나 내가 항의했었을 것이다. 절대 닿지 않았다”라고 부인했다.[37]
- 15구째를 던지기에 앞서 1루를 지키고 있던 기누가사가 혼자서 에나쓰쪽을 향해 “(신뢰받지 못한다면 그만두겠다는)네 마음과 나도 마찬가지다. 신경쓰지 마라. 어중간하게만은 맞지 말아라(마음껏 던져서 맞는다면 좋지 않은가)”라고 말을 걸었다. 더욱이 돌아오는 도중에 “너에게 만약 무슨 일이 생긴다면 나도 유니폼을 벗겠다”라고 격려했다. 이것으로 에나쓰는 마음이 흔들리지 않게 됐다.[주 10]
- 16구째, 몸쪽으로 낮게 깔리는 직구였다. 이 투구가 다음 17구째에서 몸쪽으로 낮은 커브로 잡기 위한 구위·컨트롤 모두 에나쓰 자신도 인정하는 ‘이 날 최고의 볼’이었다. 이 날 TV로 생중계를 한 MBS의 스피드건 표시는 137km/h이다. 노무라 가쓰야도 이 직구의 공이야말로 에나쓰다운 투구이자 타자의 노림수를 현혹시키는 최고의 투구로 생각하고 있다.
- 18구째를 던지기에 앞서 타석에 들어선 이시와타 시게루를 보고 미즈누마는 “누가 봐도 긴장해 있었고 스퀴즈로 나오리라는 것이 눈에 훤히 보였다”라고 증언했다.[주 11] 게다가 주오 대학의 후배이기도 한 이시와타에게 “이봐! 언제 할 거야?”라는 말로 압박을 가했다. 주오 대학 시절 미즈누마와 이시와타는 2학년 차이로 기숙사에서도 같은 방을 사용했다는 관계로 서로를 숙지하고 있어서[38] 평소에는 타석에서 사람의 좋은 반응을 보여준 이시와타가 이 때만은 미즈누마의 말에 전혀 반응을 보여주지 않았던 것이 스퀴즈의 확신으로 이어졌다고 한다.[39] 이시와타에게 스퀴즈 사인을 전달한 오기는 이시와타의 뒤에서 잡아먹을 듯이 자신을 바라보는 미즈누마의 모습을 보고 스퀴즈 실패를 예감했다고 한다. 이시와타는 타석에 들어설 때 니시모토에게서 ‘스퀴즈도 있을거야’라고 전해들어[40] 18구째 후에 스퀴즈 사인이 나왔을 때 “‘아, 나왔다’라는 느낌이었다”라고 말했다.[주 12] 에나쓰도 이시와타가 타석에 들어섰을 때 스퀴즈를 예감하여 순간 3루 베이스 코치인 오기를 봤다. 에나쓰는 개인적으로도 오기와 친분이 있으며 성격도 알고 있었다. 평소라면 빙긋이 웃고만 있는 오기가 눈길을 외면하는 것을 보고 에나쓰는 스퀴즈를 확신했다. 남은건 카운트의 문제였다.[41]
- 19구째를 던지기 전, 구심이던 마에카와 요시오가 마운드로 가서 “이봐, 유타카(에나쓰를 이렇게 불렀다), 어떤가? 던질 수 있겠나?”라고 물었다. 그러자 에나쓰는 “아래쪽이 질퍽거려서 못 던지겠다”라고 대답했다. 마에카와는 “다들 같은 조건이니 던져라”라고 설득했다. 더욱이 마에카와는 악천후도 고려해서 “만약 9회 종료 시점까지 동점일 경우에는 무승부로 간주할 생각이었다”라고 자신이 출연한 TV 프로그램에서 밝혔다. 또 에나쓰는 마에카와에 대해 “심판 중에서도 근성이 있어보였고 소위 ‘남자’라고 생각한다. 나 자신도 경의를 표하고 있다”라고 평가했다.[42]
- 19구째의 스퀴즈를 빗맞는 장면에 대해 고바는 “시즌 도중부터 이 같은 사태를 상정하고 투수에게 변화구로 웨스트[43] 볼을 던지도록 연습시켰다”라고 말했는데 에나쓰의 말에 의하면 “전혀 사실이 아니다”라고 말했다. 더욱이 에나쓰는 손가락이 짧아서 제대로 된 커브를 던지지 못했는데 그런 커브가 웨스트를 가능케 했다고 말한다. 이 웨스트는 커브 회전이 걸려 있었기에 통상적인 웨스트보다 약간 아래로 떨어져서 이시와타의 방망이 밑을 빠져 나갔다고도 한다. 하지만 당시 구심을 맡았던 마에카와는 TV 프로그램에서 ‘사견’ 이라고 미리 양해를 구한 뒤 “의도적으로 빗맞게 한 것이 아니라 아무래도 공이 빗나간 것 같다”라고 말했다.
- 스퀴즈 실패 직후, 다이마이 오리온스 감독 시절 대판 싸움 끝에 구단주였던 나가타 마사이치에게 해임된 1960년 일본 시리즈(대 다이요 웨일스) 2차전 때 스퀴즈 실패가 니시모토의 뇌리를 스쳤다. “나는 스퀴즈의 신한테 버림받은 것은 아닌가….” 라고 중얼거렸다고 한다.
- 19구째의 스퀴즈 실패 후에도 2사 주자 2·3루 상황에서 긴테쓰의 득점 찬스는 계속됐지만 미즈누마에 의하면 타자 이시와타에게서는 동요해서인지 ‘치고 말겠다’라는 기백을 느낄 수가 없었고 더 나아가 긴테쓰 벤치에서의 니시모토가 완전히 맥빠져 있는 것이 그라운드에서도 알 수 있었다고 하여 미즈누마는 스퀴즈 실패 시점에서 ‘승리를 확신하고 있었다’고 한다.[44]
- 야마기와가 ‘커브’라고 표현한 21구째를 미즈누마는 자신의 저서에서 ‘혼신의 직구가 미트를 향해 일직선으로 날아왔다’라고 기술했다.[45] 더욱이 미즈누마는 이 위닝볼을 곧바로 유니폼 주머니에 넣어 그대로 가지고 가서 자기 집에 보관하고 있었는데 훗날 히로시마의 어느 방송국이 기획한 프로그램에서 히로시마 OB가 추억의 물건을 타임캡슐에 넣는 것이 있었는데, 미즈누마는 이 위닝볼을 타임캡슐에 넣었다고 한다.[46]
- 이 21구 사이에 에나쓰는 미즈누마의 사인에 한 번도 고개를 젓지 않았다고 한다.[47]
- 팀 창단 이래 처음으로 일본 시리즈 정상에 오른 히로시마 선수들은 경기 후 숙소에서 맥주 파티는 하지 않고 곧바로 히로시마에 돌아가 히로시마의 각 방송국에서 방송된 우승 특집 프로그램에 연달아 출연했다. 또한 이날 히로시마의 거리는 축제 분위기로 뒤덮고 있었기 때문에 히로시마 선수들은 혼란을 피하기 위해 TV 출연을 끝내고는 거리로 나가지 않고 각자의 집에서 보냈다고 한다.[48]

### 19구째에 관한 에피소드
에나쓰는 이시와타에게 던진 19구째의 웨스트 커브에 대해 본인의 저서에서 “그 공은 미즈누마가 아닌 사람은 못 잡아냈을 것이다”라고 기술했다. 야구 해설자 도요다 야스미쓰는 좌완 투수인 에나쓰에게 3루 주자는 안 보였을 테니 순간적으로 빗나가게 던졌다기보다는 우연히 빗나간 것이려니 하고 여겼다. 그래서 이시와타의 은퇴 후 다음과 같은 장면이 펼쳐졌다고 신문 칼럼에 기고했다. 당시 도요다가 ‘저건 삐끗한 볼이 아닐까’라고 말했더니 이시와타가 “도요다씨도 그렇게 생각하시나요?”라고 거의 눈물을 흘리듯이 말했다는 것이다. 결과적으로 실패로 돌아갔고 니시모토가 이끄는 긴테쓰는 경기에서 패했다. 하지만 스퀴즈를 ‘엇맞은’것인지, 아니면 우연히 ‘빗나간’것인지는 패전팀에게 큰 차이였다.
또한 그 칼럼에서 도요다는 천황 참관 경기 당시 나가시마 시게오에게서 맞았던 끝내기 홈런을 끝까지 ‘파울’이라고 주장했던 무라야마 미노루와 이시와타를 서로 겹쳐 보며 토로했다. 그러나 이토 쓰토무는 세이부 시절 이와 유사한 스퀴즈가 시도됐던 때(1984년 4월 14일, 대 한큐전)에 에나쓰가 마찬가지로 순식간에 웨스트 공을 던져 높게 뜨는 투구 코스로 변경했던 경험에 비춰볼 때 이 상황도 에나쓰가 의도적으로 빗나가게 던졌다는 확신을 지니고 있다.
포수를 맡은 미즈누마는 에나쓰와 스퀴즈에 대해 상의하지 않고(미즈누마는 ‘만약 타임을 취하게 되면 긴테쓰 벤치가 스퀴즈 사인을 내지 않았을지도 모른다’라고 생각해서 감히 움직이지 않았다고 말했다) 3루 주자 후지세의 모습이 시야를 움직였기 때문에 순간적으로 몸이 반응해서 일어났다고 한다. 미즈누마는 커브를 쥔 채로 웨스트 볼을 던지는 것은 에나쓰밖에 없다고 말했고 보통 투수들이었으면 포수가 갑자기 일어나게 되면 이에 놀라서 폭투나 원바운드가 됐을 것이라고 말한다. 또한 에나쓰와 마찬가지로 미즈누마도 스퀴즈를 확신하고 있어서 후지세의 스타트가 너무나도 좋았기 때문에 미즈누마가 반응했다는 요소도 있다(후지세의 입장에서 본다면 만루 상황의 포스 플레이였기 때문에 재빨리 스타트를 할 수 밖에 없는 상황이었다).
더욱이 이 19구째의 공에 대해서 스포츠 라이터인 구도 겐사쿠는 저서 《명장들은 왜 실패했는가》에서 “히로시마 벤치가 긴테쓰의 사인을 훔쳤기 때문에 미즈누마는 처음부터 스퀴즈임을 알고 있었다”라는 설을 제기했다. 그러나 야마기와의 저서에서 후지세, NHK 특집에서 이시와타가 모두 ‘18구째 후에 벤치에서 스퀴즈 사인이 나왔다’라고 증언했고 당사자인 미즈누마 본인도 한 구를 던질 때마다 긴테쓰 벤치와 이시와타의 모습을 주시하고 있었지만 스퀴즈 사인이 나온 것은 전혀 눈치채지 못했다. 또 미즈누마는 이시와타가 스퀴즈를 한다는 사실은 같은 대학 선후배 사이로 기숙사에서도 같은 방을 사용했다는 관계인 터라 서로를 잘 알고 있기 때문에 알아차리고는 있었지만 ‘어떤 타이밍에서 스퀴즈를 할까’까지는 눈치채지 못하고 후지세가 스타트를 끊었을 때 “‘이런, 왔다!’라고 생각했다”라고 저서를 통해서 밝혔다. 또한 야마기와의 저서를 보면 “변화구로 웨스트를 던지는 건 있을 수 없는 일이다”라는 구도의 주장과는 모순되는 이시와타의 증언이 실려 있는데다가 이토 이외에도 에나쓰가 순간적인 판단에 따라 투구 코스를 바꿀 수 있다고 증언했다. 한신 시절 에나쓰의 팀 동료였던 안도 모토오는 요미우리와의 경기에서 나가시마 시게오의 타석에서 순식간에 코스를 바꾼 투구를 목격한 경험에 비춰볼 때 이 스퀴즈 빗맞음은 의도적으로 한 것이라고 했다.

## NHK 특집: 스포츠 다큐멘터리 ‘에나쓰의 21구’
야마기와 준지의 작품을 읽은 긴테쓰의 팬이자 NHK 보도 디렉터인 사토 도시미가 기획안을 제출했다. 사토 본인은 스포츠 방송 경험이 없었던 데다가 기존에 출판된 다큐멘터리와 동일한 소재를 NHK 특집으로 다루는 데는 반대가 심했다. 프로그램 제작의 조건으로 야마기와의 작품을 뛰어넘는 프로그램을 만들라는 말을 부장한테서 들었다고 한다.
제작을 하는데 있어 스포츠 프로그램의 제작 경험이 없었던 사토는 야마기와의 ‘에나쓰의 21구’를 게재한 《Sports Graphic Number》의 초대 편집장인 오카자키 미쓰요시에게 면담을 요청해 오카자키와 야마기와의 협력도 얻어 사실상 NHK와 《Sports Graphic Number》의 공동으로 제작했다고 한다. 그렇기 때문에 프로그램의 스탭롤에는 ‘협력’으로 야마기와의 이름도 크레딧에 실려 있다.
에나쓰에 대한 인터뷰는 야마기와·오카자키·사토 등 3명이서 담당했다. 세 사람이 교대로 에나쓰에게 질문을 했고, 그에 대한 에나쓰가 한 구마다 설명을 했기 때문에 수록에는 8시간이나 걸렸다고 한다. 참고로 에나쓰·야마기와·사토 이들 세 사람은 1948년생 동갑이며, 더욱이 에나쓰와 사토는 짧은 담배를 똑같이 즐겨 피웠다는 우연도 있어서 서로 마음이 잘 맞은 점도 프로그램 제작상 플러스 요인이 됐다.
당시의 경기 영상은 당일 경기를 중계했던 마이니치 방송에도 남아있지 않았다. NHK 히로시마 방송국 직원이 우연히 녹화한 비디오 테이프를 로커에 놓여져 있던 것이 발견됐다. 그러나 뉴스에서 다이제스트용으로 사용하기 위해서 준비한 것이었기 때문에 실황은 들어 있지 않았다. 라디오로 실황 중계를 했던 NHK의 시마무라 도시하루 아나운서가 직접 녹음한 테이프 덕분에 겨우 소재가 갖추어졌다.
야마기와의 글에는 없는 효과를 내기 위해 노무라 가쓰야가 맡은 해설에 독자성을 내기 위해서 한 구 마다 해설하도록 하고 화면상에 공의 궤적도 그려 넣은 것을 수작업으로 했다. 또 전광판에 ‘대타·사사키’가 표시되는 장면 등 경기 당시에 존재하지 않았던 영상을 오사카 구장에 가서 새로 녹화했다.
노무라는 프로그램 맨 앞의 해설에서 다음과 같이 말했다.
| “ | 프로 야구는 반세기가 흘렀지만 이 정도의 장면을 만났던 적은 없었습니다. 아마 앞으로도 나올까, 아니면 나오지 않을까 잘 모르겠습니다. 그 정도의 명장면이 1979년에 있었던 히로시마와 긴테쓰의 일본 시리즈가 아니었을까 하고 생각합니다. | ” |

2010년 10월에 NHK 엔터프라이즈에서 DVD가 발매됐다. 기이하게도 사토는 이 DVD 발매 당시 NHK 엔터프라이즈의 상무이사를 맡고 있어서 발매 후인 2011년 2월부터 2013년 6월까지 NHK 엔터프라이즈 사장을 맡았다. 또한 DVD화에 대해, 이 방송에서 음악은 OA판의 반젤리스(앨범 《Heaven and Hell》로부터)에서 전부 교체됐다. 또 이 작품을 계기로 야마기와는 NHK와 인연을 맺으면서 1988년에 메이저 리그 소개 프로그램 《메이저 리그 아워》, 말년인 1994년 4월 3일부터 1995년 5월 14일까지 NHK의 스포츠 정보 프로그램 《선데이 스포츠》의 캐스터를 맡았다.
NHK 크로니클(NHK 아카이브스)에 남아 있는 과거 프로그램 편성표 데이터에 따르면 《시간의 기록~NHK 특집선》(종합·1998년 10월 7일), 《추억의 스포츠 다큐멘터리》(BS1·2003년 2월 11일), 《프리미엄 아카이브스》(BS 프리미엄·첫회 2013년 6월 11일), 《그 날 그 때 그 프로그램》(종합·2018년 10월 28일) 등의 아카이브 프로그램과 그 이외의 단발 편성(BS1·2020년 12월 5일, BS1·12월 27일, E테레·2023년 10월 30일 새벽 등)으로 때맞춰 재방송되고 있는 것 외에도 2021년 10월 19일에 BS 프리미엄·BS4K에서 4K 해상도판으로 재방송됐다.

### 주해
1. ↑  7차전은 긴테쓰의 주관 경기지만 후지이데라 구장은 당시 야간 경기 시설이 정비돼 있지 않았던 탓에 사실상 연고지로 사용되던 닛폰 생명 구장은 수용 인원이 3만 명에 못 미쳐서 난카이 호크스의 홈구장인 오사카 구장을 빌려서 경기가 치러졌다.
2. ↑  당시 일본 시리즈에서는 지명타자 제도가 적용돼 있지 않았다(최초로 적용한 연도는 1985년).
3. ↑  야마기와의 저서에는 ‘연장전은 경기 개시부터 4시간을 경과한 후 새로운 이닝에 들어가지 않는다라는 규정이 있다’라고 하는 기술이 있지만[11] 이것은 잘못된 것으로서 1979년 당시 일본 시리즈의 연장전 규정은 ‘17시 30분을 지나 새로운 이닝에 들어가지 않는다’(당시에는 원칙상으로 13시에 경기 시작)였다. 만일 연장전에 들어갔을 경우, 히로시마의 10회는 2번 기누가사부터 공격이지만, 9회말 개시 시점에서는 16시를 조금 넘은 시간이었고, 또 현재보다 평균 경기 시간이 30분 정도 짧았다는 것을 가정하면 11회 정도에서 9번인 에나쓰에게 타순이 돌아올 가능성도 열어볼 수 있었다.
4. ↑  《Sports Graphic Number》 790, 42쪽에서도 이 같은 사실을 증명한다.
5. ↑  2009년에 발행된 《왜 한신은 이길 수 없는가? - 타이거스 재건에의 제언》에서 에나쓰가 “다음 시즌의 개막일에 고바에게 그 일에 대한 불만을 터뜨려서 고바와 서둘러 대화한 결과, 화해했다”라고 스스로 밝혔다.
6. ↑  《NHK 특집》 내용 중에 대기타석에서 기다리는 사사키의 뒤로 니시모토가 후키이시에게 귀엣말을 하는 장면이 나왔다.
7. ↑  《NHK 특집》에서도 사사키는 “내가 뭘 원한다고 하면, 이 장면을 한 번 더 보고 싶습니다”라고 발언했다.
8. ↑  1978년 일본 시리즈 7차전에서 6회말에 야쿠르트 스왈로스의 오스기 가쓰오가 때려낸 홈런 판정을 놓고 당시 한큐 브레이브스 감독이었던 우에다 도시하루가 1시간 19분에 걸쳐 항의했던 것을 가리키는 것으로 추정된다. 당시 오스기에게 홈런을 허용했던 투수는 아다치 미쓰히로였다.
9. ↑  니노미야 세이준의 저서 《에나쓰의 이십일구는 십사구일 것이었다》에서 우에다 본인은 “사실은 빨리 끌어올릴 생각이었지만 마지막 순간까지 그 타이밍을 놓쳤다. 판정은 지금도 오심이라 생각하고 있었고 선수에게는 미안한 일을 했다고 생각한다”라고 인정[31]하는 것 외에도 《베이스볼 매거진》 편집장이던 사토 마사유키는 “평소 같으면 항의는 팀이나 선수를 생각하고 물러서는 타이밍이 있다. 선수나 팀이 제일 불타오르고, 그 다음 플레이로 이어지는 타이밍이다. 나도 판정이 뒤집히지 않는 것은 알고 있으니까. 하지만 그때는 그렇게 할 수 없었다”라는 우에다의 발언을 기술했다.[32]
10. ↑  《Sports Graphic Number》 790, 42쪽에서 나온 ‘무사만루 상황’에서의 일부분이다.
11. ↑  《Sports Graphic Number》 790, 43쪽에 의하면 에나쓰나 기누가사도 이시와타를 보았을 때 스퀴즈를 생각했었다고 한다.
12. ↑  《NHK 특집》에서 이시와타 자신의 발언에서 나온 것이다.
13. ↑  구도는 고바 감독 시절의 히로시마에서는 이와 같은 사인 도둑질이 자행됐으며 이 때문인지 야구계에서 고바 감독의 평가가 저하됐다고 주장했다. 다만 당시 사인 도둑질은 어느 구단에서도 실행하고 있었다는 사실이 있었고 애초에 블록 사인을 해독하는 행위는 금지돼 있지 않다.
14. ↑  야마기와의 《에나쓰의 21구》에서도 ‘벤치에서 짧은 담배를 피우는 에나쓰’라는 묘사가 있다.[60]
15. ↑  당초 프로그램의 엔딩 크레디트에서는 시마무라 도시하루의 이름이 오기(島村俊治 → 島村俊司)된 채로 내보냈다. NHK 아카이브스 범위 등에서 재방송 된 것은 엔딩 크레디트가 새롭게 수정돼 올바른 것으로 수정됐다.
16. ↑  컨디션 악화로 프로그램에서 하차했고, 2주 뒤인 1995년 5월 29일에 사망했다.

### 출전
1. ↑  “江夏の21球　“赤ヘル野球”軌道乗った1979年”. 《데일리 스포츠》. 2022년 7월 14일. 2022년 7월 18일에 확인함.
2. ↑  小川亨 (2021년 10월 19일). 《「江夏の21球」続きあれば…次打者席の小川亨氏「勝負したかった」／パ伝説》. 《닛칸 스포츠》.  인터뷰어: 高野勲. 2022년 11월 5일에 확인함.
3. 1 2  쇼와 55년 사진 생활 2016, 30–31쪽.
4. ↑  “1979년 일본 시리즈 경기 결과(7차전)”. 《NPB.jp》. 일본 야구 기구. 2021년 7월 15일에 확인함.
5. ↑  에나쓰 유타카 & 마쓰나가 다카린 2015, 187, 189쪽.
6. ↑  야마기와 준지 1985, 40–42쪽.
7. ↑  야마기와 준지 1985, 42–44쪽.
8. ↑  야마기와 준지 1985, 43–44쪽.
9. ↑  야마기와 준지 1985, 45–46쪽.
10. ↑  야마기와 준지 1985, 46–50쪽.
11. ↑  야마기와 준지 1985, 56–57쪽.
12. ↑  야마기와 준지 1985, 50–51쪽.
13. ↑  야마기와 준지 1985, 47–49쪽.
14. ↑  야마기와 준지 1985, 49쪽.
15. ↑  야마기와 준지 1985, 52–53쪽.
16. ↑  야마기와 준지 1985, 53쪽.
17. ↑  야마기와 준지 1985, 53–54쪽.
18. ↑  야마기와 준지 1985, 55–56쪽.
19. ↑  야마기와 준지 1985, 54–55쪽.
20. ↑  야마기와 준지 1985, 56쪽.
21. ↑  야마기와 준지 1985, 36쪽.
22. ↑  야마기와 준지 1985, 36–38, 56–59쪽.
23. ↑  야마기와 준지 1985, 55, 59쪽.
24. ↑  오다 준타로 2002, 66쪽.
25. ↑  高橋慶彦（よしひこチャンネル） (2023년 9월 23일). 《【一気見】池谷公二郎編！広島カープ初優勝の立役者！沢村賞も獲った大エース【高橋慶彦】【広島東洋カープ】【プロ野球OB】》 (インターネット番組).  00:13:51에 발생. 2024년 7월 28일에 확인함.
26. ↑  니노미야 세이준 2012, 18쪽.
27. ↑  에나쓰 유타카 & 하타노 마사루 2010, 302쪽.
28. ↑  에나쓰 유타카 & 하타노 마사루 2010, 47쪽.
29. ↑  上田雅昭 (2013年12月8日). “【プロ野球三国志 時代を生きた男たち】 佐々木恭介(近鉄)(8) 79年日本S江夏の21球 悪魔の囁き…1球見逃しから悪夢の結末 シリーズ後も地獄『外出られず、犯罪者の気分』 ”. 《サンケイスポーツ》 (産業経済新聞社). 6면.
30. ↑  오다 준타로 2002, 71쪽.
31. ↑  니노미야 세이준 2012, 85쪽.
32. ↑  사토 마사유키 (2018년 9월 4일). “ヤクルト初の日本一、勇者のサブマリンの告白”. 《슈칸 베이스볼》. 2022년 11월 5일에 확인함.
33. ↑  니노미야 세이준 2012, 20–21쪽.
34. ↑  니노미야 세이준 2012, 27–28쪽.
35. ↑  오다 준타로 2002, 72쪽.
36. ↑  니노미야 세이준 2012, 14쪽.
37. ↑  사노 마사유키 2009, 197쪽.
38. ↑  미즈누마 시로 2009, 138–139쪽.
39. ↑  오다 준타로 2002, 74쪽.
40. ↑  니노미야 세이준 2012, 21쪽.
41. ↑  에나쓰 유타카 (2017년 12월 26일). “江夏豊（25）21球 無死満塁、奇跡の脱出劇　日本シリーズ決戦で「最高傑作」”. 《니혼케이자이 신문》. 2022년 11월 5일에 확인함.
42. ↑  사노 마사유키 2009, 195쪽.
43. 1 2 3  피치아웃을 말한다. 본래의 웨스트볼은 단순한 ‘놀이구’의 의미이다.
44. ↑  미즈누마 시로 2009, 142쪽.
45. ↑  미즈누마 시로 2009, 142–143쪽.
46. ↑  미즈누마 시로 2009, 145–146쪽.
47. ↑  오다 준타로 2002, 78–79쪽.
48. ↑  미즈누마 시로 2009, 144쪽.
49. ↑  니혼케이자이 신문, 2008년 2월 14일자 조간
50. ↑  ‘에나쓰의 21구는 진짜였다고 강렬한 인상을 받은 이토 쓰토무가 말하는 최고봉의 투구술’, 《슈칸 베이스볼》(베이스볼 매거진사), 2008년 7월 21일자, p.24-25
51. ↑  에나쓰 유타카; 이토 쓰토무 (2013년 7월 8일). 《江夏豊×伊東勤（千葉ロッテマリーンズ）「なんでこんなに勝ってるんだ？」「それはですね……」》. 《週刊プレイボーイ》. (인터뷰). 1쪽. 2013년 8월 15일에 원본 문서에서 보존된 문서. 2022년 11월 5일에 확인함.
52. ↑  미즈누마 시로 2009, 139쪽.
53. ↑  오다 준타로 2002, 76–78쪽.
54. ↑  오다 준타로 2002, 75–76쪽.
55. ↑  구도 겐사쿠 (2003년 5월 20일). 《名将たちはなぜ失敗したか》 [명장들은 왜 실패했는가]. 소시샤. ISBN 978-4794212146.
56. ↑  미즈누마 시로 2009, 139–140쪽.
57. ↑  사와미야 유 (2009년 4월 1일). 《プロ野球残侠伝 サムライ達のいる風景》 [프로 야구 잔협전: 사무라이들이 있는 풍경]. 파롤샤. ISBN 978-4894190832.
58. ↑  안도 모토오 (2021년 7월 15일). “江夏豊、田淵幸一バッテリーと長嶋茂雄さんの因縁…阪神入団６０年・安藤統男の球界見聞録＜１４＞”. 《스포츠 호치》. 호치 신문사. 2021년 7월 15일에 확인함.
59. ↑  에나쓰 유타카 & 마쓰나가 다카린 2015, 187쪽.
60. ↑  야마기와 준지 1985, 44쪽.
61. ↑  에나쓰 유타카 & 마쓰나가 다카린 2015, 188쪽.
62. ↑  “NHK特集「スポーツドキュメント 江夏の21球」”. NHK. 2021년 10월 23일에 원본 문서에서 보존된 문서. 2021년 10월 23일에 확인함.

## 참고 문헌
- 야마기와 준지 (쇼와 60년(1985년) 초판 / 헤이세이 10년(1998년) 39판). 〈江夏の21球〉 [에나쓰의 21구]. 《スローカーブを、もう一球》 [슬로 커브를, 이제 1구]. 가도카와 분코. KADOKAWA. ISBN 978-4041540022.
- 오다 준타로 (2002년). 〈水沼四郎の21球〉 [미즈누마 시로의 21구]. 《捕手論》 [포수론]. 고분샤 신서. 고분샤. ISBN 978-4334031329.
- 미즈누마 시로 (2009년). 《江夏の21球をリードした男。》 [에나쓰의 21구를 리드한 남자.]. 더 미디어존. ISBN 978-4862500977.
- 사노 마사유키 (2009년). 《もうひとつの「江夏の21球」 1979年日本シリーズ、近鉄vs広島》 [또 하나의 ‘에나쓰의 21구’ 1979년 일본 시리즈, 긴테쓰vs히로시마]. 슈후노토모샤. ISBN 978-4072694176.
- 에나쓰 유타카, 하타노 마사루 (2010년). 《左腕の誇り　江夏豊自伝》 [좌완의 자부심 - 에나쓰 유타카 자서전]. 신초분코. 소시샤. ISBN 978-4-101-30041-2.
- 니노미야 세이준 (2012년 초판 / 3판). 〈江夏の二十一球は十四球のはずだった〉 [에나쓰의 이십일구는 십사구일 것이었다]. 《プロ野球「衝撃の昭和史」》 [프로 야구 ‘충격의 쇼와사’]. 분슌신쇼. 분게이슌주. 11-29쪽. ISBN 978-4-16-660881-2.
- 에나쓰 유타카, 마쓰나가 다카린 (2015년). 《善と悪　江夏豊ラストメッセージ》 [선과 악: 에나쓰 유타카 마지막 메시지]. ダ・ヴィンチBOOKS. KADOKAWA/미디어 팩토리. ISBN 978-4-04-067375-2.
- 《昭和55年 写真生活》 [쇼와 55년 사진 생활]. DIA Collection. 다이아 프레스. 2016년 12월 10일. 30-31쪽. ISBN 978-4802302524.

## 같이 보기
- 에나쓰의 올스타전 9연속 탈삼진 - 1971년 일본 프로 야구 올스타전 1차전에 있어서의 에나쓰가 기록한 9연속 탈삼진
- 가와구치 가이지